# Llibertarisme

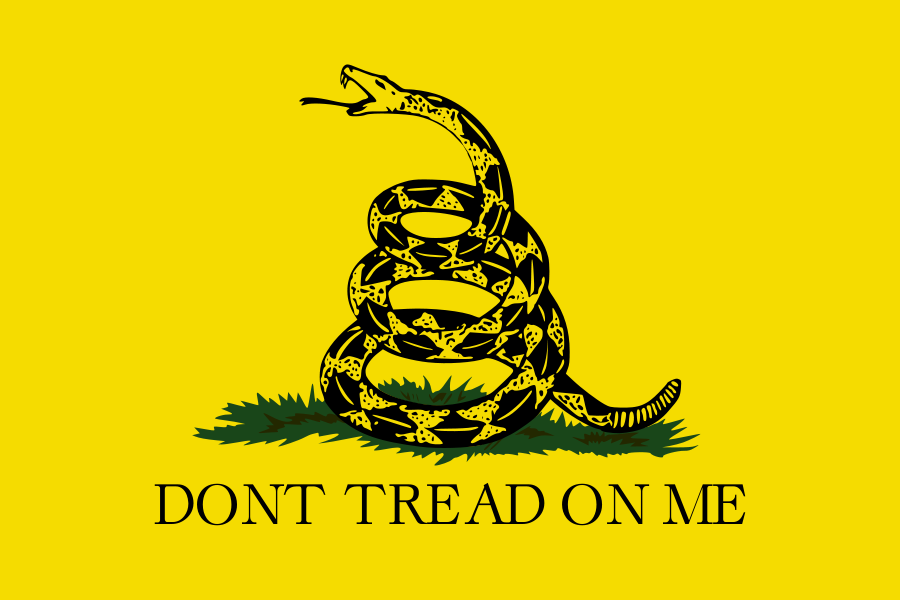
La bandera de Gadsden: Originalment utilitzada pels patriotes nord-americans a la guerra d'independència, actualment és utilitzada per llibertaris a tot el món. La serp amb el lema "Don't Tread on Me" («No em trepitgis» en català) fa al·lusió a que el govern no hauria de trepitjar els ciutadans amb impostos i regulacions excessives.

El llibertarisme (de l'anglès libertarianism) o liberalisme llibertari és una filosofia política antiautoritària o llibertària que, partint de les mateixes bases del liberalisme, afirma la vigència suprema de la llibertat individual (o de primera generació o llibertat negativa), és a dir, el dret natural de l'individu sobre si mateix, el límit del qual no és altre que el dret aliè.
Hi ha algunes interpretacions del liberalisme llibertari, totes les quals comparteixen com a principi el respatler de l'associació voluntària i la propietat privada, l'afirmació de la intrínseca llibertat i eficiència del lliure mercat i la mínima intervenció estatal --o fins i tot nul·la-- en qualsevol aspecte de la vida. Pels llibertaris, tota relació humana ha de ser producte de pactes voluntaris i la força només pot emprar-se legítimament contra uns altres de manera defensiva o davant l'incompliment d'un acord (principi de no-agressió).

## Explicació terminològica prèvia per al lector de llengua catalana
La paraula liberal llibertari requereix una explicació terminològica per al catalanoparlant. Libertarian, en anglès nord-americà, és el que els professors d'idiomes anomenen un fals amic, açò és, una paraula enganyosament fàcil de traduir, però que condueix a error si un no la coneix a fons. La locució substantiva liberalisme llibertari és menys coneguda que l'adjectiu llibertari, que tradueix al català el terme anglès libertarian (començat a usar-se amb aquest sentit en anglès als anys 1950).
Libertarian es tradueix com a llibertari a seques, però segons el context s'ha de diferenciar les diferents accepcions de llibertarisme (anarquisme, liberalisme llibertari, socialisme llibertari, llibertarisme civil, etc.). Comunament, libertarian a seques s'entén com un llibertari liberal.

## Principis i context ideològic
Aquesta ideologia nord-americana del segle XX és derivada en gran part del liberalisme laissez-faire del segle xix (majorment europeu), com una actualització i reivindicació d'aquest, pel que els seus partidaris també es fan cridar "liberals clàssics" i tenen el seu propi concepte sobre el que hauria de significar llibertat.
El llibertarianisme és una filosofia política que normalment advoca per la maximització dels drets individuals, els drets de propietat privada lockeana o liberal i el capitalisme de lliure mercat; així mateix afavoreix una ètica basada en la responsabilitat individual liberal, oposant-se al servei militar obligatori i a la regulació social per part de l'Estat, fets que, segons entenen reprimeixen la llibertat individual. Un exemple el podríem trobar en el pensament de Robert Nozick. A part d'alguns principis bàsics que afavoreixen el que ells entenen com llibertat personal i el lliure mercat, no hi ha cap cànon oficial de creences llibertarianes. Els llibertarians estan en desacord amb altres libertarians en molts assumptes específics, com l'avortament, les intervencions militars, etc. Els "llibertarians", integrats moltes vegades en la dreta, no obstant això es desmarquen del conservadorisme, ja que aquesta tendència política contradiria els principis de llibertat de l'individu.
No obstant això molts conservadors, especialment en Estats Units, sostenen en major o menor mesura els postulats liberals en l'aspecte econòmic i de reducció del poder estatal en benefici del sector empresarial, ajuntant-se en una conjuntura, a aquests conservadors se'ls sol anomenar liberal-conservadors. Conjunturalment parlant, aquesta facció conservadora i reformista vinculada al liberalisme conservador, és la que es relaciona al neoliberalisme. No obstant això, i pesar de l'assimilació d'aquest sector, doctrinalment llibertarianisme i neoliberalisme no són sinònims i, segons altres sectors llibertarians no conservadors ni reformistes, en molts punts haurien de ser antagònics pels seus principis i orígens.

### Dreta o esquerra
En els seus orígens dels 60/70 el llibertarisme sorgeix com una facció contracultural i antisistema de la dreta, basada en valors antiautoritaris compartits amb l'originària New Left, com el antiestatisme, encara que diferenciant-se en el seu esperit individualista pro mercat i anticomunista. Altre punt en comú del llibertarianisme amb la New Left és la compatibilitat dels seus principis d'aïllacionisme i antiimperialisme respectivament, per exemple ambdues tendències eren originalment antibelicistes encara que amb diferent tarannà: mentre la nova esquerra deia "fes l'amor i no la guerra", els llibertarians manifestaven "fes comerç i no la guerra".
Amb freqüència es concep al llibertarisme com una doctrina de "dreta", la qual cosa no obstant és un error, a causa d'almenys dues raons. En primer lloc, en qüestions socials més que en les econòmiques, el llibertarianisme tendeix a ésser d'"esquerra". S'oposa a la legislació que restringeix les relacions sexuals privades consensuals entre adults (i.g., el sexe gai, el sexe no marital, el sexe no convencional), a la legislació que restringeix l'ús de drogues, a la legislació que imposa postures o pràctiques religioses sobre els individus, i al servei militar obligatori. En segon terme, a més de la versió més coneguda del llibertarianisme (el llibertarianisme de dreta) existeix també la versió coneguda com a "llibertarianisme d'esquerra".
En la seua rivalitat ètica i ideològica amb els socialistes i comunistes gran part d'ells es van acostar conjunturalment als conservadors, a pesar de les profundes diferències de programa, açò va donar com a resultat un canvi de la identitat llibertariana en els 80 cap a una imatge menys rebel i més moderada i conciliadora, i en alguns casos fins i tot classista. Açò perquè molts d'ells solen veure en la burgesia a la classe social dels homes i dones que sostenen la societat occidental i que per tant promouen la llibertat des de la seua interpretació liberal. Històricament aquesta tendència no només s'ha oposat a l'intervencionisme estatal sinó també al moviment obrer (sindicats, contractes col·lectius, vagues, etc.), a la distribució de l'ingrés, i més recentment al moviment ecologista, catalogant-los d'enemics de les llibertats liberals.
No obstant això, una notable excepció a aquesta perspectiva són les tendències denominades com llibertarianisme d'esquerra allunyades tant del liberalisme conservador com de la defensa incondicional del capitalisme, el llibertarianisme d'esquerra, més associat al anarcocapitalisme i al mutualisme, en canvi és partidari de treballar al costat del moviment obrer i al moviment ecologista tenint com enemic comú l'estatisme, la violència i el privilegi polític-econòmic, i aportant amb solucions de mercat. Aquesta tendència llibertariana considera que l'elitisme de la facció conservadora del mateix és un producte aliè a la seua ideologia, provinent de fonts no individualistes o sectaristes que resulten funcionals al statu quo, el que denominen llibertarianisme vulgar.